# Neverwinter Nights 2: Storm of Zehir
Neverwinter Nights 2: Storm of Zehir (NWN2:SoZ) — компьютерная ролевая игра, разработанная Obsidian Entertainment и издаваемая Atari; дополнение для Neverwinter Nights 2. Игра получила от разработчиков кодовое имя NX2. Действие происходит на Берегу мечей и полуострове Чултан мира Forgotten Realms. Дополнение похоже на Baldur's Gate и Icewind Dale, включая полную настройку партии, зачистку подземелий и свободу исследования нелинейного мира игры через Overland Map. Также игра связана с предстоявшими изменениями в новом, четвёртом издании правил D&D.

## Геймплей
Кампания рассчитана примерно на 20-30 часов игры. Геймплей в общих чертах напоминает оригинальную игру, однако в него внесены некоторые радикальные изменения. Так, в Storm of Zehir игрок создаёт не одного персонажа, а партию (от 1 до 4 персонажей). Команду можно пополнить до 5 (или 6 при взятом фите «Лидерство») сопартийцев по ходу игры, выбирая из 11 персонажей разных рас и классов. В игру добавлено 2 расы, 1 базовый класс и 2 престиж-класса. Появилась глобальная карта со случайными встречами и скрытыми локациями. В игру были привнесены более ощутимые элементы экономической стратегии.

### Глобальная карта

Глобальная карта Storm of Zehir.

Полнофункциональная глобальная карта — одно из самых весомых нововведений в серии Neverwinter Nights. До Storm of Zehir подобного не было ни в одной официальной игре либо дополнении.
При передвижении по карте учитывается местность, по которой передвигается партия (лес, равнина, дорога), на основе чего, а также навыка Выживание лидера отряда, рассчитывается скорость передвижения. На карте постоянно находится множество существ, отрядов стражи, торговых караванов. Встречи между ними часто заканчиваются дракой, при этом герой имеет возможность прийти им на помощь. Навык скрытности позволяет отряду пройти мимо врага незамеченным, а навыки слуха и поиска помогают при поиске спрятанных локаций и предметов. Также время от времени происходят случайные встречи, результатом которых может стать новое задание или интересная информация.

### Система диалогов
Система диалогов в Storm of Zehir была изменена, чтобы больше соответствовать игре группой, а не одним персонажем. Теперь игрок имеет возможность переключаться с одного персонажа на другого (включая присоединённых спутников), используя их сильные стороны. Это даёт возможность не создавать отдельного персонажа-дипломата, а распределить развитие разговорных навыков по всем персонажам партии. Однако в сравнении с оригинальной кампанией NWN2 все диалоги между спутниками просто отсутствуют — теперь у них нет никакой индивидуальности, собственной истории, связанных с ними квестов и т. п.

### Система торговли
Важным изменением геймплея в Storm of Zehir стала система торговли. Игроку вверяют в управление торговую компанию, поначалу небольшую. Имеется три вида основных товаров: руда, древесина и кожи. Торгуя ими, можно заработать торговые слитки (основная «корпоративная» валюта), которые можно либо обменять на деньги, либо пустить в оборот. Со временем можно открыть торговые фактории во всех соседних городах, наладить движение и охрану караванов, начать торговать более редкими и ценными ресурсами. Игрок также может вступить в один из трёх торговых союзов, каждый из которых предусматривает свою линейку заданий.

### Новые расы
- Серый орк (подраса орка)
- Чистокровный юань-ти

### Новые классы
Основные классы:
- Ловкач (Swashbuckler)

Престиж-классы:
- Проводник судьбы (Doomguide)
- Чернокнижник адского пламени (Hellfire Warlock)

## Спутники
В отличие от оригинальной игры, других дополнений и модификаций, в «Шторме» вы сами создаёте отряд. Изначально он может состоять из 4 спутников (включая лидера), но вы можете увеличить это количество до 6 с помощью навыка «Лидерство» (навык обязательно должен брать лидер, получить можно по достижении 6 уровня). Помимо этого в игре встречаются 11 новых персонажей, которых можно завербовать.
Иншула Сар Машью — возможно, встретится вам первой, вы найдёте её на базарной площади Самагорла, рядом будет стоять её сестра, скупщик трофеев, завербовать лысую девушку-следопыта можно, просто заплатив 300 золотых монет.
Умоджа — друид, которого можно встретить в Самагорле, после разговора со своим верным спутником-динозавром Умоджа решит совершенно бесплатно к вам присоединиться.
Чир Тёмное Пламя (Дарк Флейм) — эту девушку-гнома с довольно оригинальным озвучиванием вы найдёте на чёрном рынке Андердарка. Завербовать её можно, только если уничтожить весь «персонал» рынка. Вы найдёте её среди рабов, и если у вас в команде есть место, то можете уже на месте бесплатно её завербовать. Если места нет, Чир удалится, но потом её можно будет найти в таверне «Трюк Лейры», находящейся в Самагорле.
Ластри — с этим спутником вы познакомитесь раньше всех (познакомитесь, но не завербуете). Чтобы завербовать полурослика-головореза, надо выполнить два квеста. Сначала вы должны будете освободить её из лап батири (сюжетный квест). Потом Ластри даст вам квест на спасение второго её помощника; если вы его успешно завершите, Ластри бесплатно к вам присоединится. Концовка Ластри будет зависеть от вашего выбора во время одного из квестов, связанных с Портом Лласт. Если вы убьёте жрицу Амберли, то она останется в страже Невервинтера, если расстанетесь с жрицей миром, то Ластри купит новый корабль и будет бороздить моря и океаны.
Куоррел — полудроу, который фанатично поклоняется Аммону Джерро. Куоррел — многоклассовый персонаж; когда вы его найдёте, он будет чернокнижником 10 уровня + чернокнижником адского пламени 1 уровня. Вы можете завербовать его, только если убьёте драконов, которые осаждают Западную Гавань (Вест Харбор).
Септимунд — самый интересный, а также самый сложно вербуемый персонаж. Септимунд — человек, жрец Келемвора, а впоследствии и проводник смерти. Септимунд когда-то был возлюбленным Нии (торговка в Порте Лласт, ранее встречавшаяся в основной кампании Neverwinter Nights 2). Вы обязательно рано или поздно наткнётесь на Септимунда, он будет находиться в Порте Лласт и пытаться всеми силами бороться с появившейся нежитью (впоследствии выяснится, что эту нежить насылала Ния, чтобы очистить город от лусканцев). Септимунда можно завербовать, только если вы уладили проблемы с нежитью, а также сами предложили ему войти в отряд. В абсолютно всех иных случаях вы не сможете его завербовать.
Ребролом — помните сумасшедшего монаха из оригинальной версии? Так вот, тут его можно завербовать, причём совершенно бесплатно. Всё, что вам нужно, это отыскать на всемирной карте в убежище Шааран (рядом с городом Невервинтер) и вызволить его из камеры. Попутно можно перебить всех Шааран и собрать всё полезное. Ребролом очень полезен, когда надо задержать врага или причинить ему большой урон ценой всего одного солдата.
Грикк Знаменосец — этот на удивление образованный полуорк встретится вам в таверне Невервинтера, к доброму персонажу он присоединится бесплатно, к нейтральному за 2000 золотых монет, а злые вообще не могут его завербовать. По классу Грикк — паладин.
Финч — спутник-бард, завербовать которого легче всех, вы встретите его во всех тавернах Побережья Мечей, кроме Невервинтера и Порта Лласт. Он попросит только, чтобы вы уговорили сэра Ниваля пустить его в город (из-за одного инцидента Финча не пускали в Невервинтер). Это будет довольно легко. Как только вы выполните квест, вы можете пойти в любую другую таверну и сдать его, после этого Финч будет ждать вас в штабе вашей торговой компании и попросит разрешения присоединиться к отряду.
Соревора Эндруанд — солнечная эльфийка-избранник, она сама встретит вас в Крепости-на-Перекрёстке. Будет втолковывать, что её бог наказал ей помочь вам, и она абсолютно бесплатно присоединяется к партии.
Бэлуэт Невозмутимая — аасимар-плут. Как бы это ни было странно, но она злого мировоззрения. Вы встретите её в храме Невервинтера, её услуги будут вам стоить 3000 золотых (2000, если добьётесь скидки).
К сожалению, у персонажей отсутствует всякая индивидуальность, помимо специальных реплик в различных диалогах. Разговоры с ними небольшие, два варианта: «Прощай, выходи из отряда» и просто «Прощай». Зато у каждого персонажа при вербовке есть своя уникальная вещь в инвентаре.

## Сюжет
Как и в прочих играх серии Neverwinter Nights, действие игры разворачивается на континенте Фаэрун планеты Абейр-торил. Главные места действия — Побережье Мечей и полуостров Чулт. По времени события кампании происходят чуть позже кампании первого дополнения — Neverwinter Nights 2: Mask of the Betrayer.

### Самарах
Четверо главных героев принимают предложение небезызвестного писателя Волотампа Геддарма и оказываются на корабле «Бдительный», который терпит кораблекрушение на южном берегу Чулта, у города Самаргол, что в королевстве Самарах. Встречаемые дикими матриархальными племенами батири (местных гоблинов), они выходят из чащи джунглей, где их сразу арестовывают патрули Самаргола за «сотрудничество с юань-ти». Юань-ти — родственники змей, но некоторые из них, как известно, могут принимать облик людей и внедряться в политику государств, так что действия самарахской стражи и постоянная подозрительность местных жителей вполне оправданы.
Дабы не быть казнёнными, главные герои принимают помощь от торговки Са’Сани, а со временем становятся её правой рукой. Позже выясняется, что кораблекрушение было подстроено, а один из членов команды как раз являлся юань-ти, совершивший переворот ради какого-то таинственного бога. Поскольку подозрения Верховного Фантазма (правительства Самаргола) становятся всё больше и больше, торговку Са’Сани вместе с главными героями изгоняют из города. Те отправляются на Берег Мечей, используя портал в лагере Лантанских гномов.

### Побережье Мечей
На Побережье Мечей Са’Сани и её помощники возрождают местную экономику, пришедшую в упадок после войны с Королём Теней. Можно наблюдать, как изменилось Побережье со времён оригинальной кампании Neverwinter Nights 2. Так, например, мэром Западной Гавани становится Лазло Бэкмэн, и на неё готовится нападение двух черных драконов. Порт Лласт захватывают лусканцы, и приходит в силу древнее проклятие, из-за которого по всей округе из могил встаёт нежить, нападающая лишь на лусканских солдат. Келгар Айронфист, в отсутствие Рыцаря-Капитана, становится одним из Девятки Невервинтера, и командует Крепостью-на-Перекрёстке. В Невервинтере формируются торговые организации, а именно: Круг Друзей, Забытые Лорды из Глубоководья и Ветра Судьбы (которые, как предполагается, в прошлом имели связи с Зентаримом). Главным героям предлагают вступить в одну из этих организаций.
Позже, на одном из собраний, властитель Ветров Судьбы сообщает: «Пришло новое время, где будут править лишь сильные, а слабые будут уничтожены. Нас признали слабыми, и мы принимаем это. Однако скоро придёт Он. Зехир. И тогда у Побережья Мечей будет новый властитель». После этих слов лидер Ветров Судьбы принимает яд, а в зал заседания врываются толпы змеевидных юань-ти.
Позже по всему Побережью Мечей происходят нападения юань-ти, которые раньше притворялись торговцами.
Более того, торговка Са’Сани тоже оказалась юань-ти. Убив прислугу в Крепости-на-Перекрёстке, она отправилась через портал обратно в Самарах.

### Финал
Главные герои отправляются за Са’Сани. Са’Сани оправдывается, что она из дома Саурингар, в то время как Ветра Судьбы были из дома Се’Сеген. Се’Сеген предали богиню Ссест, покровительницу юань-ти, во имя нового таинственного бога Зехира. Также Са’Сани говорит, что если Се’Сеген вовремя не остановить, то они захватят весь Самарах и Побережье Мечей, ибо скоро в Храм Мирового Ящера явится Герольд самого Зехира. Она предлагает план: Са’Сани возглавляет армию дома Саурингар, и отвлекает юань-ти Се’Сеген, в то время как главные герои проникают в Храм Мирового Ящера.
Проникнув внутрь и пройдя через множество залов, населённых змеевидными юань-ти, рапторами и рептилиеподобными слугами, главные герои приходят к месту ритуала. Они видят два мерцающих глаза — глаза самого Зехира, а также повелителя дома Се’Сеген вместе с огромным змеевидным созданием — Герольдом Зехира. Из небес доносится голос Зехира, обращающийся к юань-ти: «Что же ты мне говоришь о мировом могуществе своего клана, когда ты не можешь расправиться с простыми чужаками?»
Юань-ти решают исправить свою ошибку, однако главные герои побеждают его и Герольда Зехира.
После этого Зехир спокойным голосом сообщает героям, что он недооценил их, однако их победа — ничто по сравнению с остальными кознями, устроенными им, Зехиром. После этого глаза Зехира исчезают.
В конце приходит Са’Сани и заявляет, что всё же намерена править торговлей на Побережье Мечей. Герои могут её убить, а могут разрешить правление с условием, что Са’Сани пообещает, что её действия будут направлены лишь на благо.

## Отзывы
| Сводный рейтинг | Сводный рейтинг |
| Агрегатор       | Оценка          |
| --------------- | --------------- |
| GameRankings    | 73,40 %         |